# Чешко-фалачки период тридесетогодишњег рата
Чешко-фалачки период тридесетогодишњег рата (1618-1623) је почетна фаза тридесетогодишњег рата. У њему су снаге Хабсбуршке монархије и Католичке лиге угушиле устанак протестаната у Чешкој и уништиле Протестантску унију са центром у Фалачкој (Палатинату).

## Чешка кампања
У првој фази тридесетогодишњег рата, Мансфелд се, иако лично католик, борио на страни протестаната. По завршетку рата у Италији, у јесен 1618. стигао је у Чешку са око 2.000 најамника и придружио се протестантским побуњеницима. Учествовао је у бици на Белој Гори 8. новембра 1620, одакле се, после пораза, пробио смелим маршем у Фалачку.

## Фалачка кампања
Пошто је до марта 1621. протестантски устанак у Чешкој потпуно угушен, тежиште операција је пренето у Фалачку, центар протестантског покрета у Немачкој. Тамо је 1620. из Шпанске Низоземске упао и пустошио Амброзио Спинола са око 25. 000 шпанских најамника. Мансфелд је са својим најамницима бранио Горњу Фалачку, одакле су га убрзо Тили и Максимилијан Баварски потисли ка Доњој Фалачкој. Зими 1621/22. није било операција: обе стране искористиле су затишје за тражење нових савезника. Фридрих V и Мансфелд придобили су Кристијана Млађег, војводу од Брауншвајга и Георга Фридриха, грофа Бадена, а добили су и новчану помоћ од Холандије, која је наставила рат против Шпаније.
У пролеће 1622. борбе су настављене. Мансфелд и Георг Фридрих Баденски заједно су потукли снаге Католичке лиге под Јоханом Тилијем код Вислоха 27. априла 1622, али су се после победе, у потрази за храном, раздвојили. Тили је, пошто му се придружио контигент шпанских снага под Гонзалом Кордовом (шп. Gonzalo Hernández de Córdoba), појединачно потукао Георга Фридриха 6. маја 1622. код Вимпфена, а 20. јуна војводу Кристијана код Хехста.
Пошто је тиме рат у Фалачкој коначно изгубљен, Мансфелд и Кристјан повукли су се у Алзас и ступили у службу Холанђана. У холандској служби, Мансфелд и Кристјан са својим најамницима потукли су Шпанце под Гонзалом Кордовом код Флериса у Шпанској Низоземској (Белгији)  29. августа 1622. Пошто нису могли да поднесу строгу дисциплину у холандској војсци, Мансфелд је после уговореног рока прешао у источну Фризију, где су му се најамници разишли због недостатка новца и хране, док је Кристјан прешао у Вестфалију, где га је Тили поразио 6. августа 1623. у бици код Штатлона.

## Последице
Тиме је завршен први период тридесетогодишњег рата. У њему је тријумфовала Католичка лига: Чешка је умирена, Фалачка окупирана, Протестантска унија доведена до распада.